# Wireless Markup Language

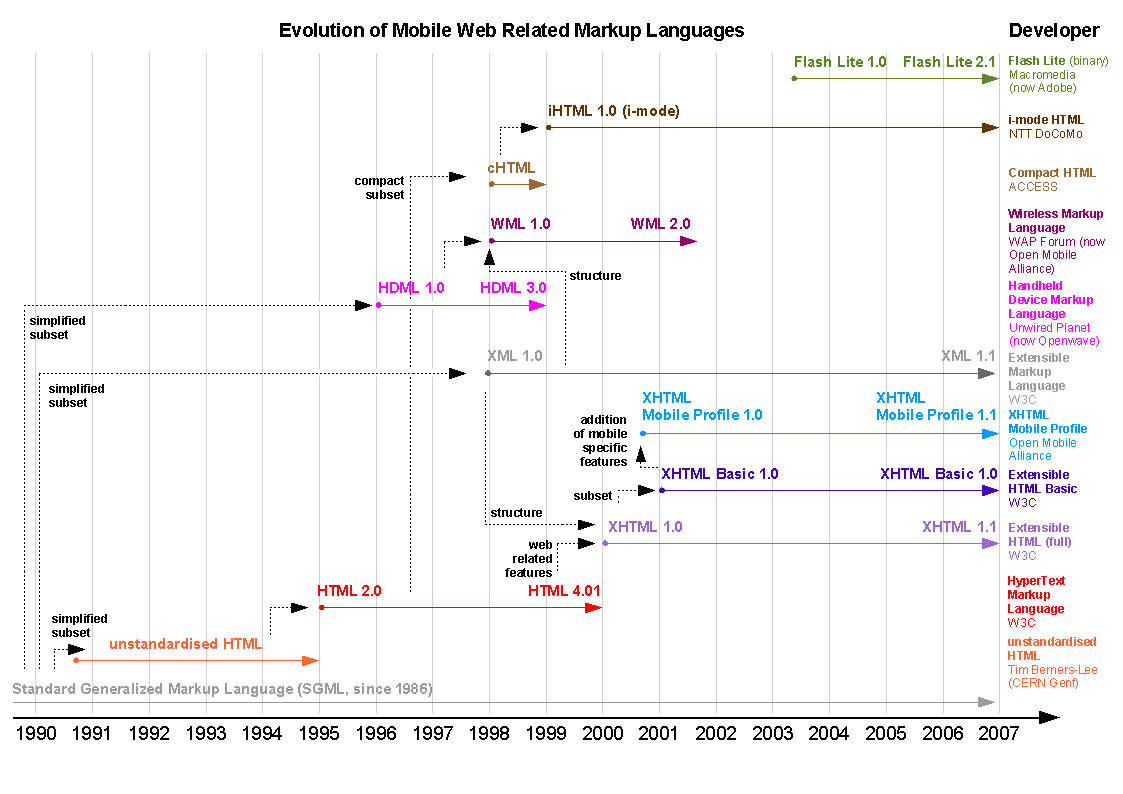
Entwicklung mobiler Web-Standards

Die Wireless Markup Language (WML) ist eine XML-basierte Seitenbeschreibungssprache, die eine stark reduzierte Fassung von HTML darstellt. WML wurde zur Darstellung veränderlicher Inhalte auf Mobiltelefonen entwickelt; es ist Teil des Wireless Application Protocol (WAP). Im Gegensatz zu HTML wird WML-Code vor dem Versenden zuerst in einen speziellen Binärcode umgewandelt, welcher dann an das Mobiltelefon gesendet wird. Bei älteren Handys mit wenig Speicherplatz ist die Größe einer WML-Datei auf 1600 Byte beschränkt; inzwischen spielt diese Grenze praktisch aber kaum noch eine Rolle.
WML ist trotz seiner XML-Basierung und Anlehnung an HTML keine Untermenge von XHTML. Daher versucht das W3C, XHTML Basic und XHTML Mobile Profile als echte Untermengen von XHTML zu verbreiten und WML somit langfristig zu ersetzen.
WML verwendet als Skriptsprache eine vereinfachte Version von JavaScript namens WMLScript. 
WML basiert auf der Kartenstapel-Metapher. Hierbei gilt eine übertragene Site (gesamte Webseite) als Deck und die einzelnen Seiten als Cards. Auch das WML-Tag heißt <card>...</card>. Es wird vom Server immer ein gesamtes Deck über das WAP-Gateway an den Endbenutzer geschickt.